# 計算手

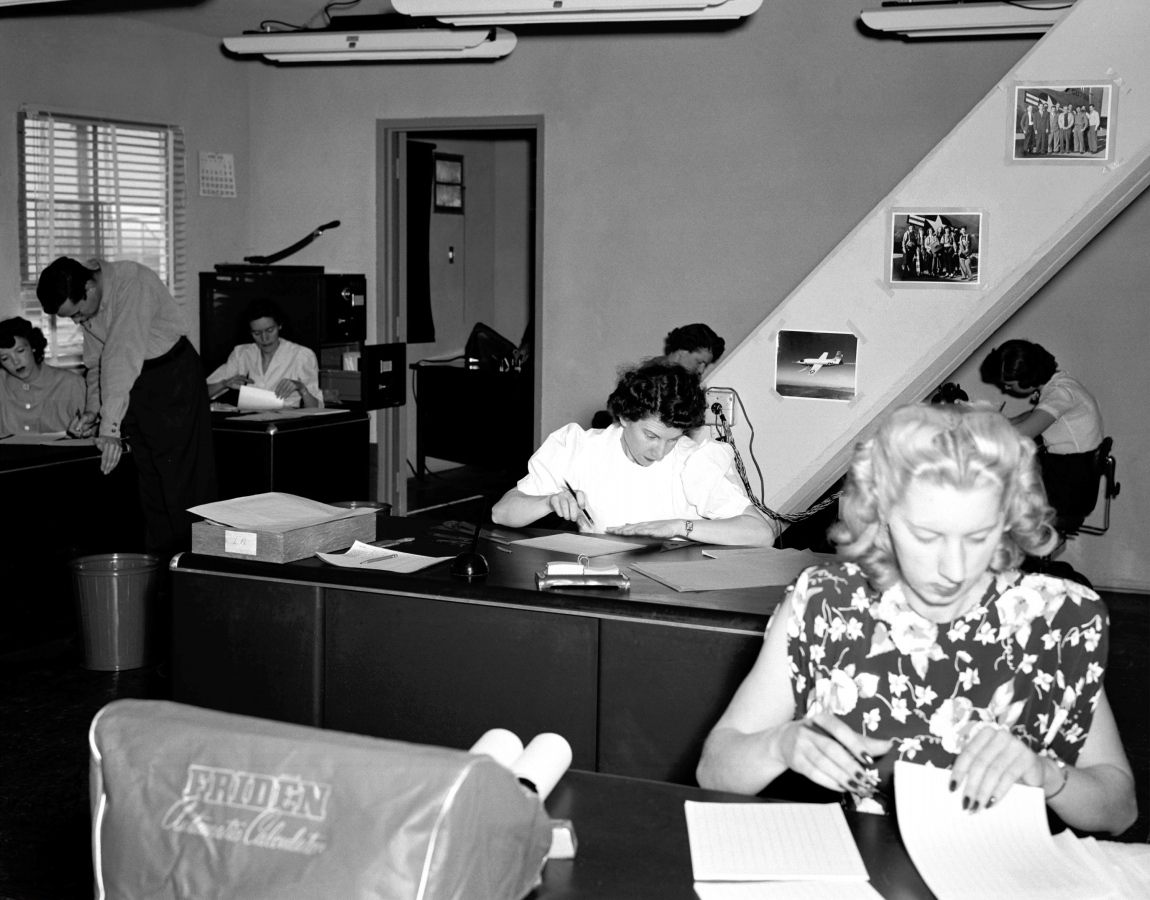
NACA（NASAの前身組織）の計算手

計算手（けいさんしゅ、英：computer, human computer）とは、電子計算機が実用化される以前の時代において、研究機関や企業などで数学的な計算を担当していた人間のことである。現在では「コンピュータ」と言えば電子計算機を指すが、当時は"computer"という語の成り立ちが表す通り「計算する人間」のことであった。
計算手は数人から数百人のチームを構成し、巨大で複雑な計算を分担し同時に並行して行った。
19世紀までは若手研究者がこの仕事を任されることが多く、（当時の研究職の男女比に従えば当然のことであるが）計算手は男性ばかりであった。しかし、エドワード・ピッカリングがハーバード大学天文台の計算手やデータ解析要員として女性を多く採用したことで、その後女性が計算手となる機会が増加し、また天文学分野での女性研究者の進出へと繋がった。さらに第二次世界大戦中は徴兵によって男性研究者が減ったため、計算手は専ら女性の仕事となった。ENIACの最初の6人のプログラマは、弾道計算のための計算手として雇われていた女性の中から選ばれた。